# Abigail Spears
Pour les articles homonymes, voir Abigaïl et Spears.
Abigail Spears, née le 12 juillet 1981 à Valley Center en Californie, est une joueuse de tennis américaine, professionnelle de octobre 2000 à 2021.
À l'US Open 2019, Spears est testée positive à la prastérone, la testostérone et les métabolites, et est dès lors suspendue pour une période de 22 mois.

## Palmarès

### Titre en simple dames
Aucun.

### Finale en simple dames
| No | Date       | Nom et lieu du tournoi | Catégorie | Dotation  | Surface         | Vainqueure    | Score         |          |
| -- | ---------- | ---------------------- | --------- | --------- | --------------- | ------------- | ------------- | -------- |
| 1  | 01-11-2004 | Challenge Bell, Québec | Tier III  | 170 000 $ | Moquette (int.) | Martina Suchá | 7-5, 3-6, 6-2 | Parcours |

### Titres en double dames
| No | Date       | Nom et lieu du tournoi             | Catégorie | Dotation    | Surface         | Partenaire         | Finalistes                         | Score            |          |
| -- | ---------- | ---------------------------------- | --------- | ----------- | --------------- | ------------------ | ---------------------------------- | ---------------- | -------- |
| 1  | 30-12-2002 | ASB Classic Auckland               | Tier IV   | 140 000 $   | Dur (ext.)      | Teryn Ashley       | Cara Black Elena Likhovtseva       | 6-2, 2-6, 6-0    | Parcours |
| 2  | 09-08-2004 | Odlum Brown Women’s Open Vancouver | Tier V    | 110 000 $   | Dur (ext.)      | Bethanie Mattek    | Els Callens Anna-Lena Grönefeld    | 6-3, 6-3         | Parcours |
| 3  | 18-07-2005 | Western & Southern Open Cincinnati | Tier III  | 170 000 $   | Dur (ext.)      | Laura Granville    | Květa Peschke María Emilia Salerni | 3-6, 6-2, 6-4    | Parcours |
| 4  | 04-05-2009 | Estoril Open Estoril               | Intern'l  | 220 000 $   | Terre (ext.)    | Raquel Kops-Jones  | Sharon Fichman Katalin Marosi      | 2-6, 6-3, [10-5] | Parcours |
| 5  | 21-09-2009 | Hansol Korea Open Séoul            | Intern'l  | 220 000 $   | Dur (ext.)      | Chan Yung-jan      | Carly Gullickson Nicole Kriz       | 6-3, 6-4         | Parcours |
| 6  | 12-09-2011 | Challenge Bell Québec              | Intern'l  | 220 000 $   | Moquette (int.) | Raquel Kops-Jones  | Jamie Hampton Anna Tatishvili      | 6-1, 3-6, [10-6] | Parcours |
| 7  | 16-07-2012 | Mercury Insurance Open Carlsbad    | Premier   | 740 000 $   | Dur (ext.)      | Raquel Kops-Jones  | Vania King Nadia Petrova           | 6-2, 6-4         | Parcours |
| 8  | 17-09-2012 | KDB Korea Open Séoul               | Intern'l  | 500 000 $   | Dur (ext.)      | Raquel Kops-Jones  | Akgul Amanmuradova Vania King      | 2-6, 6-2, [10-8] | Parcours |
| 9  | 23-09-2012 | Pan Pacific Open Tokyo             | Premier 5 | 2 168 400 $ | Dur (ext.)      | Raquel Kops-Jones  | Anna-Lena Grönefeld Květa Peschke  | 6-1, 6-4         | Parcours |
| 10 | 08-10-2012 | Japan Women's Open Osaka           | Intern'l  | 220 000 $   | Dur (ext.)      | Raquel Kops-Jones  | Kimiko Date-Krumm Heather Watson   | 6-1, 6-4         | Parcours |
| 11 | 22-07-2013 | Bank of the West Classic Stanford  | Premier   | 795 707 $   | Dur (ext.)      | Raquel Kops-Jones  | Julia Görges Darija Jurak          | 6-2, 7-64        | Parcours |
| 12 | 29-07-2013 | Southern California Open Carlsbad  | Premier   | 795 707 $   | Dur (ext.)      | Raquel Kops-Jones  | Chan Hao-ching Janette Husárová    | 6-4, 6-1         | Parcours |
| 13 | 09-06-2014 | Aegon Classic Birmingham           | Premier   | 710 000 $   | Gazon (ext.)    | Raquel Kops-Jones  | Ashleigh Barty Casey Dellacqua     | 7-61, 6-1        | Parcours |
| 14 | 11-08-2014 | Western & Southern Open Cincinnati | Premier 5 | 2 567 000 $ | Dur (ext.)      | Raquel Kops-Jones  | Tímea Babos Kristina Mladenovic    | 6-1, 2-0, ab.    | Parcours |
| 15 | 23-02-2015 | Qatar Total Open 2015 Doha         | Premier   | 731 000 $   | Dur (ext.)      | Raquel Kops-Jones  | Hsieh Su-wei Sania Mirza           | 6-4, 6-4         | Parcours |
| 16 | 08-06-2015 | Aegon Open Nottingham Nottingham   | Intern'l  | 250 000 $   | Gazon (ext.)    | Raquel Kops-Jones  | Jocelyn Rae Anna Smith             | 3-6, 6-3, [11-9] | Parcours |
| 17 | 12-10-2015 | Generali Ladies Linz               | Intern'l  | 250 000 $   | Dur (int.)      | Raquel Kops-Jones  | Andrea Hlaváčková Lucie Hradecká   | 6-3, 7-5         | Parcours |
| 18 | 18-07-2016 | Bank of the West Classic Stanford  | Premier   | 753 000 $   | Dur (ext.)      | Raquel Atawo       | Darija Jurak Anastasia Rodionova   | 6-3, 6-4         | Parcours |
| 19 | 13-02-2017 | Qatar Total Open Doha              | Premier   | 776 000 $   | Dur (ext.)      | Katarina Srebotnik | Olga Savchuk Yaroslava Shvedova    | 6-3, 7-67        | Parcours |
| 20 | 31-07-2017 | Bank of the West Classic Stanford  | Premier   | 776 000 $   | Dur (ext.)      | Coco Vandeweghe    | Alizé Cornet Alicja Rosolska       | 6-2, 6-3         | Parcours |
| 21 | 11-06-2018 | Nature Valley Open Nottingham      | Intern'l  | 226 750 $   | Gazon (ext.)    | Alicja Rosolska    | Mihaela Buzărnescu Heather Watson  | 6-3, 7-65        | Parcours |

### Finales en double dames
| No | Date       | Nom et lieu du tournoi               | Catégorie | Dotation    | Surface      | Vainqueures                                   | Partenaire         | Score            |          |
| -- | ---------- | ------------------------------------ | --------- | ----------- | ------------ | --------------------------------------------- | ------------------ | ---------------- | -------- |
| 1  | 14-02-2005 | Cellular South Cup Memphis           | Tier III  | 170 000 $   | Dur (int.)   | Miho Saeki Yuka Yoshida                       | Laura Granville    | 6-3, 6-4         | Parcours |
| 2  | 08-06-2009 | Aegon Classic Birmingham             | Intern'l  | 220 000 $   | Gazon (ext.) | Cara Black Liezel Huber                       | Raquel Kops-Jones  | 6-1, 6-4         | Parcours |
| 3  | 12-10-2009 | Japan Women's Open Osaka             | Intern'l  | 220 000 $   | Dur (ext.)   | Chuang Chia-jung Lisa Raymond                 | Chanelle Scheepers | 6-2, 6-4         | Parcours |
| 4  | 01-08-2011 | Mercury Insurance Open Carlsbad      | Premier   | 721 000 $   | Dur (ext.)   | Květa Peschke Katarina Srebotnik              | Raquel Kops-Jones  | 6-0, 6-2         | Parcours |
| 5  | 01-01-2012 | Brisbane International Brisbane      | Premier   | 655 000 $   | Dur (ext.)   | Nuria Llagostera Vives Arantxa Parra Santonja | Raquel Kops-Jones  | 7-62, 7-62       | Parcours |
| 6  | 13-02-2012 | Qatar Open 2012 Doha                 | Premier 5 | 2 168 400 $ | Dur (ext.)   | Liezel Huber Lisa Raymond                     | Raquel Kops-Jones  | 6-3, 6-1         | Parcours |
| 7  | 16-09-2013 | KDB Korea Open Séoul                 | Intern'l  | 500 000 $   | Dur (ext.)   | Chan Chin-wei Xu Yifan                        | Raquel Kops-Jones  | 7-5, 6-3         | Parcours |
| 8  | 17-02-2014 | Duty Free Tennis Championships Dubaï | Premier   | 2 000 000 $ | Dur (ext.)   | Alla Kudryavtseva Anastasia Rodionova         | Raquel Kops-Jones  | 6-2, 5-7, [10-8] | Parcours |
| 9  | 11-01-2015 | Apia International Sydney Sydney     | Premier   | 731 000 $   | Dur (ext.)   | Bethanie Mattek-Sands Sania Mirza             | Raquel Kops-Jones  | 6-3, 6-3         | Parcours |
| 10 | 24-04-2017 | Porsche Tennis Grand Prix Stuttgart  | Premier   | 776 000 $   | Terre (int.) | Raquel Atawo Jeļena Ostapenko                 | Katarina Srebotnik | 6-4, 6-4         | Parcours |

### Titre en double mixte
| No | Date       | Nom et lieu du tournoi    | Catégorie | Dotation | Surface    | Partenaire  | Finalistes             | Score    |          |
| -- | ---------- | ------------------------- | --------- | -------- | ---------- | ----------- | ---------------------- | -------- | -------- |
| 1  | 16-01-2017 | Australian Open Melbourne | G. Chelem | NC       | Dur (ext.) | J. S. Cabal | Sania Mirza Ivan Dodig | 6-2, 6-4 | Parcours |

### Finales en double mixte
| No | Date       | Nom et lieu du tournoi   | Catégorie | Dotation     | Surface    | Vainqueures                  | Partenaire        | Score            |          |
| -- | ---------- | ------------------------ | --------- | ------------ | ---------- | ---------------------------- | ----------------- | ---------------- | -------- |
| 1  | 26-08-2013 | US Open Flushing Meadows | G. Chelem | 16 102 000 $ | Dur (ext.) | Andrea Hlaváčková Max Mirnyi | Santiago González | 7-65, 6-3        | Parcours |
| 2  | 25-08-2014 | US Open Flushing Meadows | G. Chelem | 18 102 000 $ | Dur (ext.) | Sania Mirza Bruno Soares     | Santiago González | 6-1, 2-6, [11-9] | Parcours |

## Parcours en Grand Chelem

### En simple dames
| Année | Open d'Australie | Open d'Australie | Internationaux de France | Internationaux de France | Wimbledon       | Wimbledon   | US Open         | US Open          |
| ----- | ---------------- | ---------------- | ------------------------ | ------------------------ | --------------- | ----------- | --------------- | ---------------- |
| 2004  | -                | -                | -                        | -                        | -               | -           | 1er tour (1/64) | Silvia Farina    |
| 2005  | 3e tour (1/16)   | Patty Schnyder   | 1er tour (1/64)          | S. Beltrame              | 1er tour (1/64) | Anne Kremer | 1er tour (1/64) | Virginie Razzano |

à droite du résultat, l'ultime adversaire.

### En double dames
N.B. : le nom de la partenaire se trouve sous le résultat ; le nom des ultimes adversaires se trouve à droite.

### En double mixte
N.B. : le nom du partenaire se trouve sous le résultat ; le nom des ultimes adversaires se trouve à droite.

## Parcours en «Premier Mandatory» et «Premier 5»
Découlant d'une réforme du circuit WTA inaugurée en 2009, les tournois WTA « Premier Mandatory » et « Premier 5 » constituent les catégories d'épreuves les plus prestigieuses, après les quatre levées du Grand Chelem.

### En double dames
N.B. : le nom de la partenaire se trouve sous le résultat ; le nom des ultimes adversaires se trouve à droite.

## Parcours aux Masters

### En double dames
| # | Date       | Nom de l'édition                 | ($)       | Surface    | Résultat               | Partenaire        | Ultimes adversaires              | Score             |          |
| - | ---------- | -------------------------------- | --------- | ---------- | ---------------------- | ----------------- | -------------------------------- | ----------------- | -------- |
| 1 | 20/10/2014 | BNP Paribas WTA Finals Singapour | 6 500 000 | Dur (int.) | 1/4 de finale          | Raquel Kops-Jones | Cara Black Sania Mirza           | 6-3, 2-6, [12-10] | Parcours |
| 2 | 25/10/2015 | BNP Paribas WTA Finals Singapour | 7 000 000 | Dur (int.) | Round Robin (défaite)  | Raquel Kops-Jones | Martina Hingis Sania Mirza       | 6-4, 6-2          | Parcours |
| 2 | 25/10/2015 | BNP Paribas WTA Finals Singapour | 7 000 000 | Dur (int.) | Round Robin (défaite)  | Raquel Kops-Jones | Tímea Babos Kristina Mladenovic  | 7-65, 6-2         | Parcours |
| 2 | 25/10/2015 | BNP Paribas WTA Finals Singapour | 7 000 000 | Dur (int.) | Round Robin (victoire) | Raquel Kops-Jones | Andrea Hlaváčková Lucie Hradecká | 6-3, 3-6, [11-9]  | Parcours |

## Classements WTA en fin de saison
| Année          | 2000 | 2001 | 2002 | 2003 | 2004 | 2005 | 2006 | 2007 | 2008 | 2009 | 2010 | 2011 | 2012 | 2013 | 2014 | 2015 | 2016 | 2017 | 2018 | 2019 |
| Rang en simple | 545  | 259  | 311  | 225  | 92   | 156  | 143  | 151  | 239  | 221  | 263  | 327  | 644  | 783  | 661  | 1258 | –    | 1205 | –    | 1266 |
| Rang en double | –    | 157  | 75   | 57   | 88   | 58   | 237  | 109  | 68   | 43   | 58   | 36   | 14   | 23   | 12   | 18   | 21   | 27   | 29   | 35   |

Source : (en) Classements de Abigail Spears sur le site officiel de la Fédération internationale de tennis